# Aaron Brocklehurst
Aaron Brocklehurst (* 10. Juni 1985 in Nanaimo, British Columbia) ist ein ehemaliger kanadischer Eishockeyspieler, der im Verlauf seiner aktiven Karriere zwischen 2004 und 2020 unter anderem 195 Spiele für die Grizzly Adams Wolfsburg, den ERC Ingolstadt und die Hamburg Freezers in der Deutschen Eishockey Liga (DEL) sowie 223 weitere Partien für die Vienna Capitals und den EHC Linz in der österreichischen Erste Bank Eishockey Liga (EBEL) auf der Position des Verteidigers bestritten hat.

## Karriere

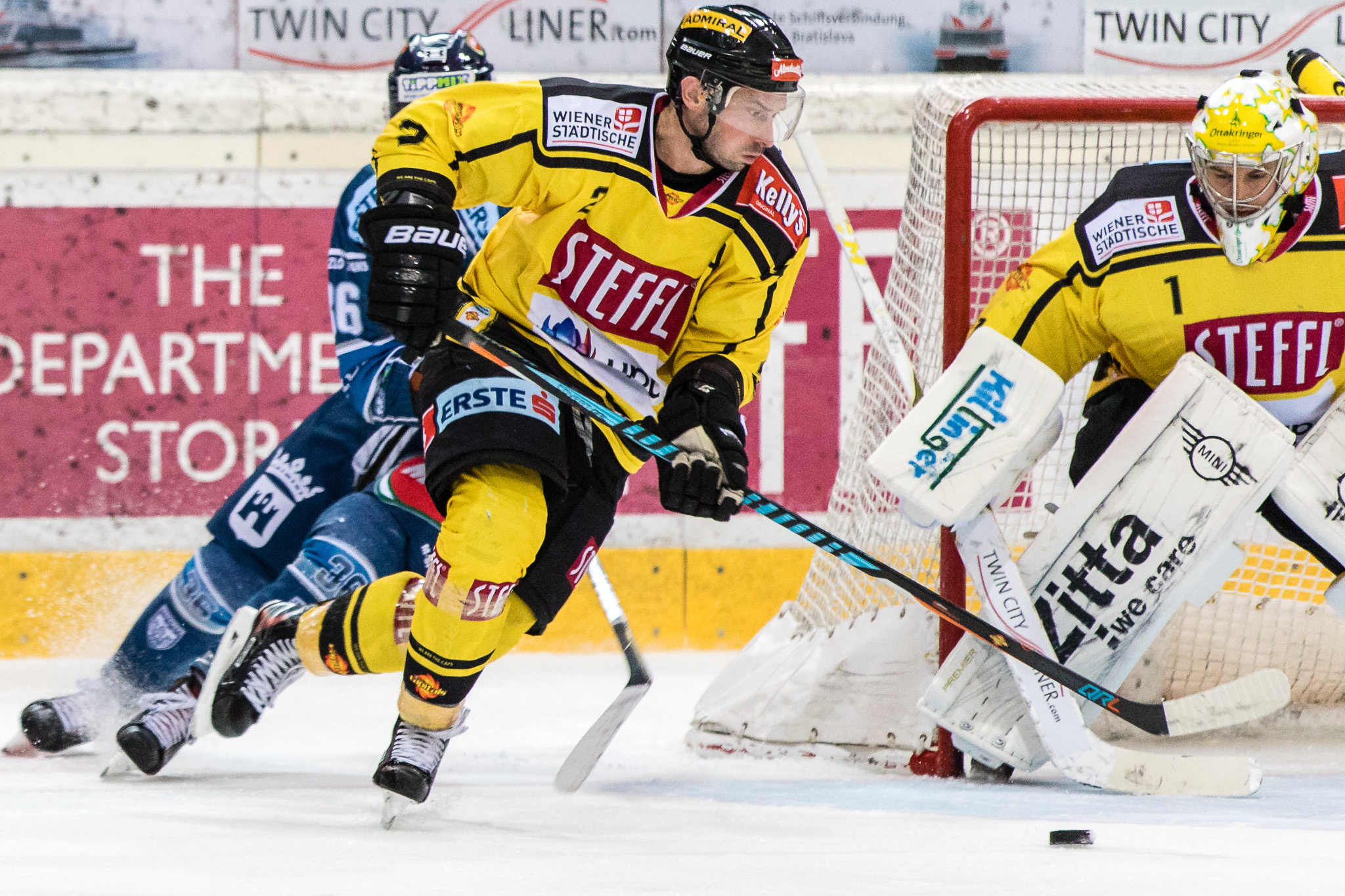
Brocklehurst im Trikot der Vienna Capitals (2017)

Brocklehurst begann seine Karriere bei den Alberni Valley Bulldogs in der British Columbia Hockey League (BCHL), einer kanadischen Juniorenliga. In derselben Liga spielte Brocklehurst ebenfalls für die Powell River Kings und Victoria Salsa. Über die St. Cloud State University in der Western Collegiate Hockey Association (WCHA) führte ihn sein Weg zu den ECHL-Teams Florida Everblades, Victoria Salmon Kings, Gwinnett Gladiators, Reading Royals und dem AHL-Team Lake Erie Monsters nach Europa in die finnische Eliteliga SM-liiga. Dort stand Brocklehurst zunächst bei Rauman Lukko unter Vertrag. Nach seinem Transfer zu den Pelicans Lahti wurde er im Jahr 2012 finnischer Vizemeister. Der offensiv ausgerichtete Verteidiger erzielte dabei in insgesamt 44 Spielen sieben Tore und bereitete zwölf weitere Treffer vor. Insgesamt kam er während seiner zweijährigen Zeit in Finnland in 97 Partien auf 14 Tore und 29 Torvorlagen.
Im Juni 2012 wurde bekannt, dass Brocklehurst in die Deutsche Eishockey Liga (DEL) zu den Grizzly Adams Wolfsburg wechselt und dort mit einem Einjahresvertrag ausgestattet wurde. Im Januar 2013 wurde der Vertrag per Option vorzeitig um ein Jahr bis 2014 verlängert. Zur Saison 2014/15 wechselte Brocklehurst innerhalb der DEL zum ERC Ingolstadt. Nach einer Saison und dem Erreichen der Vizemeisterschaft wurde sein auslaufender Vertrag in Ingolstadt nicht verlängert, sodass sich der Kanadier zur Saison 2015/16 dem ungarischen Klub Fehérvár AV19 aus der österreichischen Erste Bank Eishockey Liga (EBEL) anschloss. Im Februar 2016 kehrte er in die DEL zurück und unterschrieb einen Vertrag bis Saisonende bei den Hamburg Freezers.
Zur Saison 2016/17 wechselte der Kanadier zu den Vienna Capitals zurück in die EBEL. Mit den Capitals wurde Brocklehurst im Frühjahr 2017 Österreichischer Meister. Nach einer weiteren Spielzeit in der österreichischen Landeshauptstadt wechselte der Verteidiger im Sommer 2018 zum Ligakonkurrenten EHC Linz, den er nach einer Saison verließ. Seine letzte Profispielzeit verbrachte er schließlich bei den Sheffield Steelers in der britischen Elite Ice Hockey League (EIHL), ehe er seine Karriere im Sommer 2020 im Alter von 35 Jahren für beendet erklärte.

## Erfolge und Auszeichnungen
| - 2009 Teilnahme am ECHL All-Star Game - 2012 Finnischer Vizemeister mit den Pelicans Lahti - 2015 Deutscher Vizemeister mit dem ERC Ingolstadt | - 2017 Österreichischer Meister mit den Vienna Capitals - 2020 Challenge-Cup-Gewinn mit den Sheffield Steelers |

## Karrierestatistik
(Legende zur Spielerstatistik: Sp oder GP = absolvierte Spiele; T oder G = erzielte Tore; V oder A = erzielte Assists; Pkt oder Pts = erzielte Scorerpunkte; SM oder PIM = erhaltene Strafminuten; +/− = Plus/Minus-Bilanz; PP = erzielte Überzahltore; SH = erzielte Unterzahltore; GW = erzielte Siegtore; 1 Play-downs/Relegation; Kursiv: Statistik nicht vollständig)